# Сабха
Вижте пояснителната страница за други значения на Сабха.
Сабха (на арабски: سبها), понякога срещан и като Себха, е град в Либия. Градът е историческият център на региона Фезан и административен център на община Сабха.
Сабха е бързоразвиващ се град с добри железопътни и пътни връзки с останалата част от страната. В района се намират и забележителни пустинни земеделски кооперации.
Около Сабха има редица военни обекти, например авиобаза Сабха, където дълго време са базирани изтребители МиГ-25 на военновъздушните сили на Либия. В района е имало обекти от ядрената програма на страната, както и ракетна площадка за изпитание на ракети.
През 1977 в Сабха Муамар Кадафи обявява Либия за „джамахирия“.